# Star Wars: Episode III – Revenge of the Sith (datorspel)
Star Wars: Episode III – Revenge of the Sith är det officiella datorspelet till filmen med samma namn från Lucasarts. Spelet släpptes 5 maj 2005 för Playstation 2, Xbox, Game Boy Advance och Nintendo DS.

## Mottagande
Spelet fick mycket blandade recensioner från media. Till exempel så gav IGN Playstation 2-versionen 4.5/10 medan Gamespot gav den 6.3/10 och Gamespy gav spelet 4/5. 22 mars 2010 hade Playstation 2-versionen en metascore på 60, Xbox-versionen en metascore på 61 och Nintendo DS- samt Game Boy Advance-versionerna en metascore på 73.